# 森稔
森 稔（もり みのる、1934年8月24日 - 2012年3月8日）は、日本の実業家。森ビル株式会社代表取締役社長、同会長などを歴任。森ビル初代社長である森泰吉郎の二男であり、森ビルの実質的創業者とされる。

## 人物
1934年（昭和9年）、京都高等蚕業学校教授・森泰吉郎の次男として京都府に生まれる。実家は東京・田村町（現在の港区西新橋の一部）で米穀店を営んでおり、副業として貸家経営も行っていた。
湘南学園中学校、神奈川県立湘南高等学校を経て、1959年（昭和34年）に東京大学教育学部社会教育学科を卒業。ジャーナリスト・アメリカ学者の鈴木健次は中学・高校・大学の同級生。
大学卒業後、取締役として森ビルに入社する。以後、実家近隣の虎ノ門や西新橋を中心に「第5森ビル」といった具合に番号をふった「ナンバービル」を数多く建設したが、地権者との長期にわたる交渉など、事業の陣頭指揮を執った。
学生時代には小説家になることを志していた。大学在学中、胸膜炎により1年間の自宅療養が必要となったため、自宅の米穀店を4階建ての賃貸ビルに建て替えるにあたっての工事管理や入居者探しを任され、これが後のビル経営の原点となった。コストや効率性を重視した父・泰吉郎とは対照的に、積極的な事業拡大を打ち出した。一方で父同様に人付き合いを好み、常に周囲に人がいると評される。社団法人不動産協会理事、社団法人経済同友会理事、東京都首都移転問題専門委員などを歴任した。
東京の過密化の解決策として、都心に超高層ビルを増やして空いた土地を公園とすることを提唱しており、原則100メートル以上のビルは建設すべきでないとしている弟で森トラスト社長の森章 とは対極的であった。
『フォーブス』の世界長者番付では、弟の章と違って長らくランクインしていなかったが、2008年度版において初めて10億ドルの純資産を保有する1,062位の富豪として認められた。
アークヒルズや六本木ヒルズの建設を通して森ビルを全国ブランドに押し上げた森であったが、六本木ヒルズでは2003年（平成15年）の開業翌年に回転扉死亡事故が発生、中国での大型プロジェクト「上海環球金融中心」では2008年（平成20年）のビル完成がリーマン・ショックに重なるなど、苦境に立たされた時期もあった。
趣味はゴルフ。リクルート創業者の江副浩正は東京大学新聞編集部の後輩で、江副の起業時には第2森ビルの屋上に仮設事務所を作って貸すなど親しい間柄だった。リクルート事件で贈賄罪に問われた江副の裁判が、検察側、弁護側双方控訴せず、懲役3年・執行猶予5年の有罪判決が確定して、二ヶ月余り経ったころ、六本木ヒルズの完成披露パーティーがあった。パーティーに出席した江副を見つけると森は「よかったなぁ。今度一席設けるよ」と言い、江副の手を強く握りしめ、そのあと、「あのとき（事件が発覚した時）すぐに会長を辞めたから、何かあると思われたんだよ。会長のままでいればよかったのに」と言葉をかけた。

## 略歴
- 1959年（昭和34年）、3月に東京大学教育学部社会教育学科卒業[1]、6月に森ビル設立とともに取締役に就任
- 1964年（昭和39年）、常務に就任
- 1969年（昭和44年）、専務に昇格
- 1993年（平成5年）、社長に就任
- 1994年（平成6年）、6月にスウェーデン王国から北極星勲章を受章
- 2003年（平成15年）、2月に名誉大英勲章CBEを受章[9]
- 2009年（平成21年）、12月に名誉大英勲章KBEを受章[10]
- 2010年（平成22年）、10月に第2回観光庁長官表彰を受賞
- 2011年（平成23年）、会長に就任
- 2012年（平成24年）3月8日、心不全のため死去[11]。77歳没
- 2012年（平成24年）4月11日、従四位・旭日重光章を死後追贈[12]

## 家族
父は森ビル創業者の森泰吉郎、兄は経済学者の森敬、弟は森トラスト社長の森章。子供は、妻との間に2女をもうけた。

## テレビ出演
- 日経スペシャル カンブリア宮殿 「これが10年後の東京だ！」（2007年11月5日、テレビ東京）- 森ビル社長として出演[13]。

## 書籍

### 著書
- 『ヒルズ 挑戦する都市』（2009年10月10日、朝日新聞出版 朝日新書・第200号）ISBN 9784022733009

### 参考書籍
- 『リクルート事件・江副浩正の真実』（著者:江副浩正）（2009年10月24日、中央公論新社）ISBN 4120040763
  - 『リクルート事件・江副浩正の真実』（著者:江副浩正）（2010年8月10日、中央公論新社 中公新書）ISBN 9784121503602